# Oldenlandia havilandii
Oldenlandia havilandii är en måreväxtart som först beskrevs av George King, och fick sitt nu gällande namn av Charles-Joseph Marie Pitard. Oldenlandia havilandii ingår i släktet Oldenlandia och familjen måreväxter. Inga underarter finns listade i Catalogue of Life.